# Podenzana
Podenzana és un comune (municipi) de la província de Massa i Carrara, a la regió italiana de la Toscana, situat a uns 110 quilòmetres al nord-oest de Florència i a uns 25 quilòmetres al nord-oest de Massa, a la Lunigiana. A 1 de gener de 2019 la seva població era de 2.140 habitants.
Podenzana limita amb els següents municipis: Aulla, Bolano, Calice al Cornoviglio, Follo, Licciana Nardi i Tresana.